# Vis (město)
Vis (italsky Lissa) je chorvatské přístavní město obývané přibližně 1 900 obyvateli, ležící na stejnojmenném ostrově. Je centrem samosprávné oblasti (občiny) Vis, která zahrnuje východní většinu ostrova a přilehlé ostrůvky.
Kromě samotného městečka spravuje občina Vis ještě pobřežní vesnice Milna, Rogačić a Rukavac, a vnitrozemské vísky Marinje Zemlje, Plisko Polje, Podselje a Podstražje. Dále k ní náleží ostrůvky Ravnik, Veli a Mali Budikovac, Veli a Mali Paržanj, Greben, Host a další. Jsou vesměs neobydlené, pouze Veli Budikovac má několik domů a 1 stálého obyvatele. Na Hostu, střežícím vstup do Viské zátoky, je maják s hotelem.